# Canal de Zanzíbar
El Canal de Zanzíbar (en inglés: Zanzibar Channel) es el estrecho que separa Unguja (también conocida como Zanzíbar) de la parte continental de Tanzania. El canal es de 120 km de largo y 30-40 km de ancho, con una profundidad que varía de unas decenas de metros (en el centro) a unos pocos cientos de metros al norte y al sur. En la antigüedad, la profundidad total de la canal era mucho menor (alrededor de 120 m y menos durante la última edad de hielo).
La entrada sur del Canal se señala con un faro situado en la costa continental en el promontorio de Ras Kanzi, 22 km al sur de Dar es Salaam.